# Rocca Canavese
Rocca Canavese là một đô thị ở tỉnh Torino trong vùng Piedmont, có vị trí cách khoảng 30 km về phía tây bắc của Torino, nước Ý. Tại thời điểm ngày 31 tháng 12 năm 2004, đô thị này có dân số 1.678 người và diện tích là 14,2 km².
Rocca Canavese giáp các đô thị: Corio, Forno Canavese, Levone, Barbania, Vauda Canavese, Nole, và San Carlo Canavese.